# Уэллард, Артур
Артур Уильям Уэллард (англ. Arthur William Wellard, 8 апреля 1902, Southfleet, Дартфорд — 31 декабря 1980, Истборн, Восточный Суссекс) — крикетист, выступавший за Сомерсет и сборную Англии. Поздно начал играть в крикет. Несмотря на советы о том, что лучше было бы сделать карьеру полицейского, Уэллард играл почти до 50 лет. В 1936 году он стал лучшим крикетистом года по версии Wisden.
Уэллард был быстро бьющим универсалом, стиль которого являлся примером того весёлого и удачливого крикета, в который играл Сомерсет в 1930-х годах. Несмотря на то, что средний бэттинг в первом классе составлял всего 19,72, он прославился количеством «шестёрок», которых за свою карьеру сделал более 500, что составило четверть всех его ударов. В течение многих лет он был рекордсменом по количеству шестёрок за один сезон — 72 в 1935 году. Как быстрый боулер, Уэллард был достаточно хорош, чтобы дважды быть выбранным в сборную Англии — против Новой Зеландии в 1937 году и против австралийцев в 1938 году, а его 1614 калиток за карьеру поставили его на 63-е место в списке лучших боулеров всех времен. Уэллард был выбран в сборную Англии для участия в трёх тестах в Индии в 1939/40 годах, но турне было отменено из-за начала Второй мировой войны.

## Карьера
Дебют Уэлларда в первом классе состоялся в возрасте 25 лет за команду «Сомерсет» против гастролировавших новозеландцев. В следующем сезоне последовал ещё один матч против Вест-Индии, но он не мог выступать в Чемпионате графств до получения квалификации в 1929 году. В своём дебютном сезоне в турнире он взял 125 калиток, уступив только Джеку Уайту в клубном зачёте за год. Он впервые взял десять калиток в матче во время своего четвёртого матча Чемпионата графства за Сомерсет против команды Кента с показателями 6/108 и 4/28. В начале июня 1929 года он взял пять калиток в четырёх из пяти иннингов: пять в единственном иннинге против Дербишира, шесть в первом иннинге против Лестершира, и ещё шесть в первом иннинге и пять во втором иннинге, когда Глостершир посетил Тонтон.
24 августа 1938 года в Уэллсе Уэллард выбил пять шестёрок в одном овере, сделанном английским оллраундером Фрэнком Вулли из Кента. Это стало мировым рекордом, который продержался до тех пор, пока Гарри Соберс не выбил шесть шестерок с подачи Малькольма Нэша в 1968 году. Уэлларда уважали: до того, как Иэн Ботам выбил 80 шестерок в 1985 году, Артур Уэллард был единственным человеком, выбившим 50 шестерок за сезон, что он делал четыре раза, включая круглое число — 66 шестёрок в 1935 году.
Уэллард играл в крикет на уровне графств с Джеком «Боссом» Мейером, основателем школы Миллфилд. Уэллард был старше Мейера, а Мейер был известным эксцентриком. Так, якобы в 1947 году, во время игры, бэтсмен из Нортгемптоншира, Деннис Брукс, сделал ложный удар через слипы, который Мейер не смог поймать, так как был слишком искалечен люмбаго, чтобы наклониться. Мейер полез в задний карман и сказал: «Извини, Артур, с меня квид [фунт стерлингов]».